# Nissedal

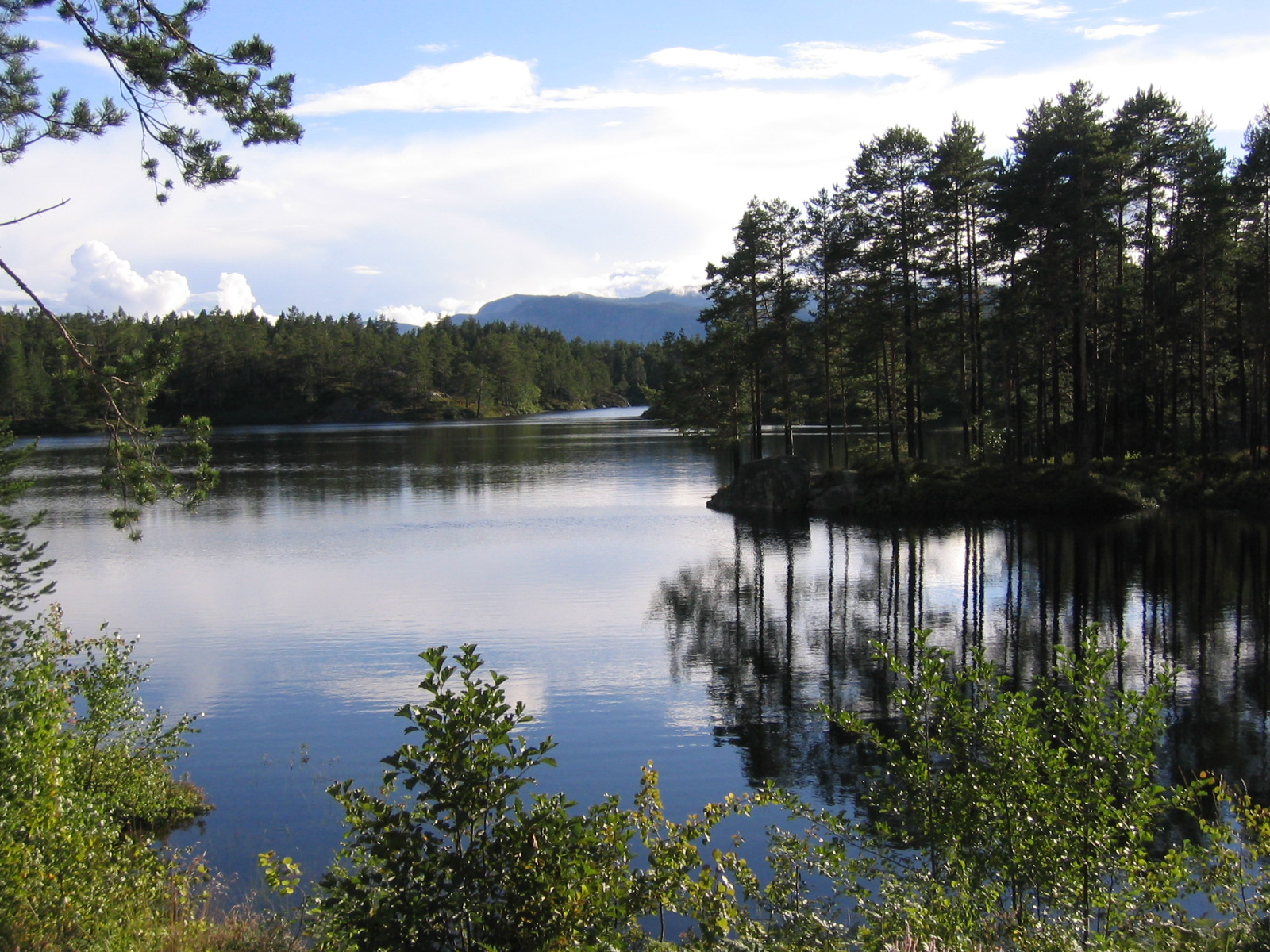

Nissedal is een gemeente in het zuiden van de provincie Telemark in Noorwegen. Het ligt onder het meer Nisser aan de lokale weg 41. De gemeente telde 1476 inwoners in januari 2017. Nissedal grenst in het zuiden aan de gemeenten Åmli en Gjerstad in Agder, in het westen aan de gemeente Fyresdal, in het oosten aan Drangedal en in het noorden aan Kviteseid. Nissedal is een dunbevolkte plattelandsgemeente. Het gemeentebestuur zetelt in Treungen.

## Plaatsen in de gemeente
- Tveitsund

Bamble · Drangedal · Fyresdal · Hjartdal · Kragerø · Kviteseid · Midt-Telemark · Nissedal · Nome · Notodden · Porsgrunn · Seljord · Siljan · Skien · Tinn · Tokke · Vinje